# هينسبورغ
هينسبورغ (بالفرنسية: Hinsbourg)‏ هي بلدية فرنسية تقع في إقليم الراين الأسفل من منطقة ألزاس في شمال شرق فرنسا. تبلغ مساحة هذه المدينة 3.28 (كم²)، يبلغ عدد سكانها 118 نسمة حسب إحصاء المعهد الوطني للإحصاء والدراسات الاقتصادية سنة 2009 م. وترأس Gilbert Reutenauer البلدية خلال فترة (2001 - 2008).

## أعلام
- فريديريك آدم

## وصلات خارجية
- صفحة البلدية على موقع المعهد الوطني للإحصاء والدراسات الاقتصادية (بالفرنسية)